# Cudell
Cudell Motor Compagnie war ein deutscher Hersteller von Automobilen.

## Unternehmensgeschichte

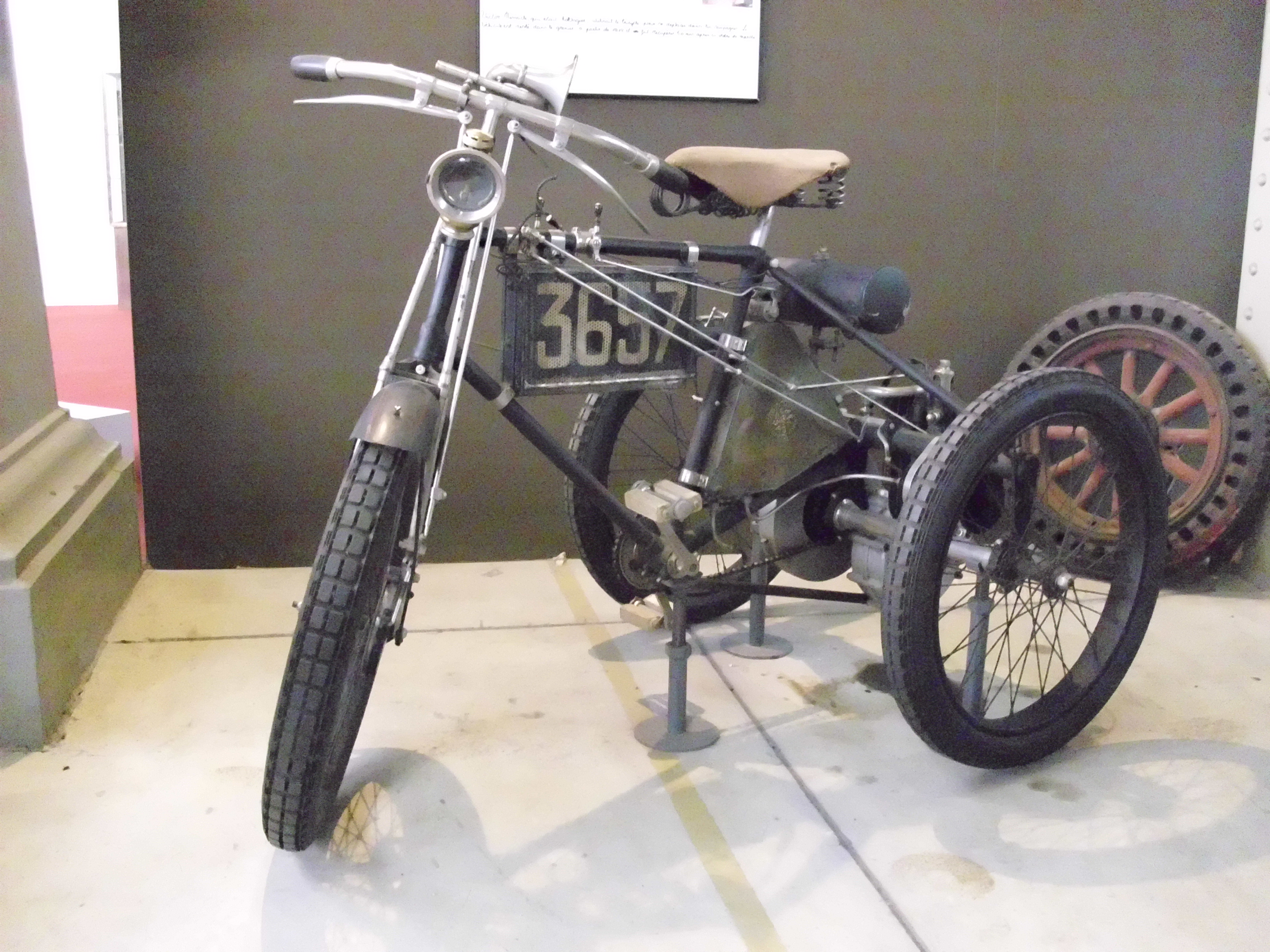
Cudell-Dreirad von 1898

Das Unternehmen wurde am 13. Februar 1896 als Cudell & Cie. von Max Cudell in Aachen zur Produktion von Motoren und Motordreirädern nach Lizenzen von De Dion-Bouton gegründet. Ab 1899 wohnte Firmeninhaber Max Cudell in  der Krefelder Straße 2 in Aachen. Zwischen 1899 und 1905 entstanden neben Motorwagen für den Personentransport auch leichte Nutzfahrzeuge. 1905 ging das Unternehmen in Konkurs, eine Zweigstelle in Berlin produzierte aber in kleinem Umfang noch bis 1913 Fahrzeuge und bis 1945 Motoren und Vergaser.

## Personenwagen

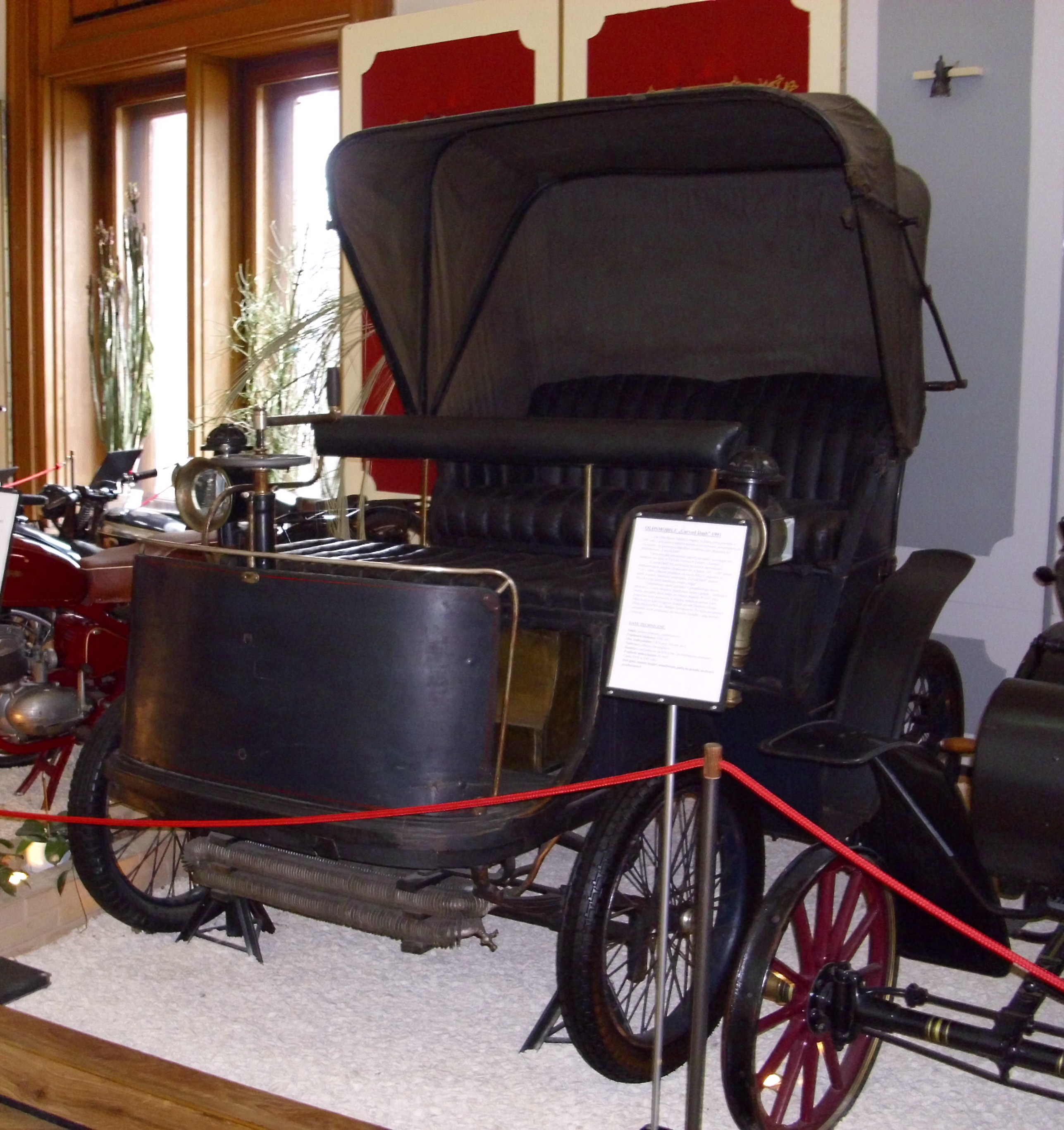
Cudell von 1899

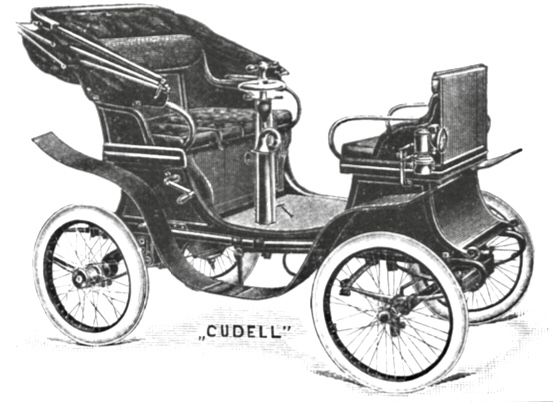
Cudell von 1900

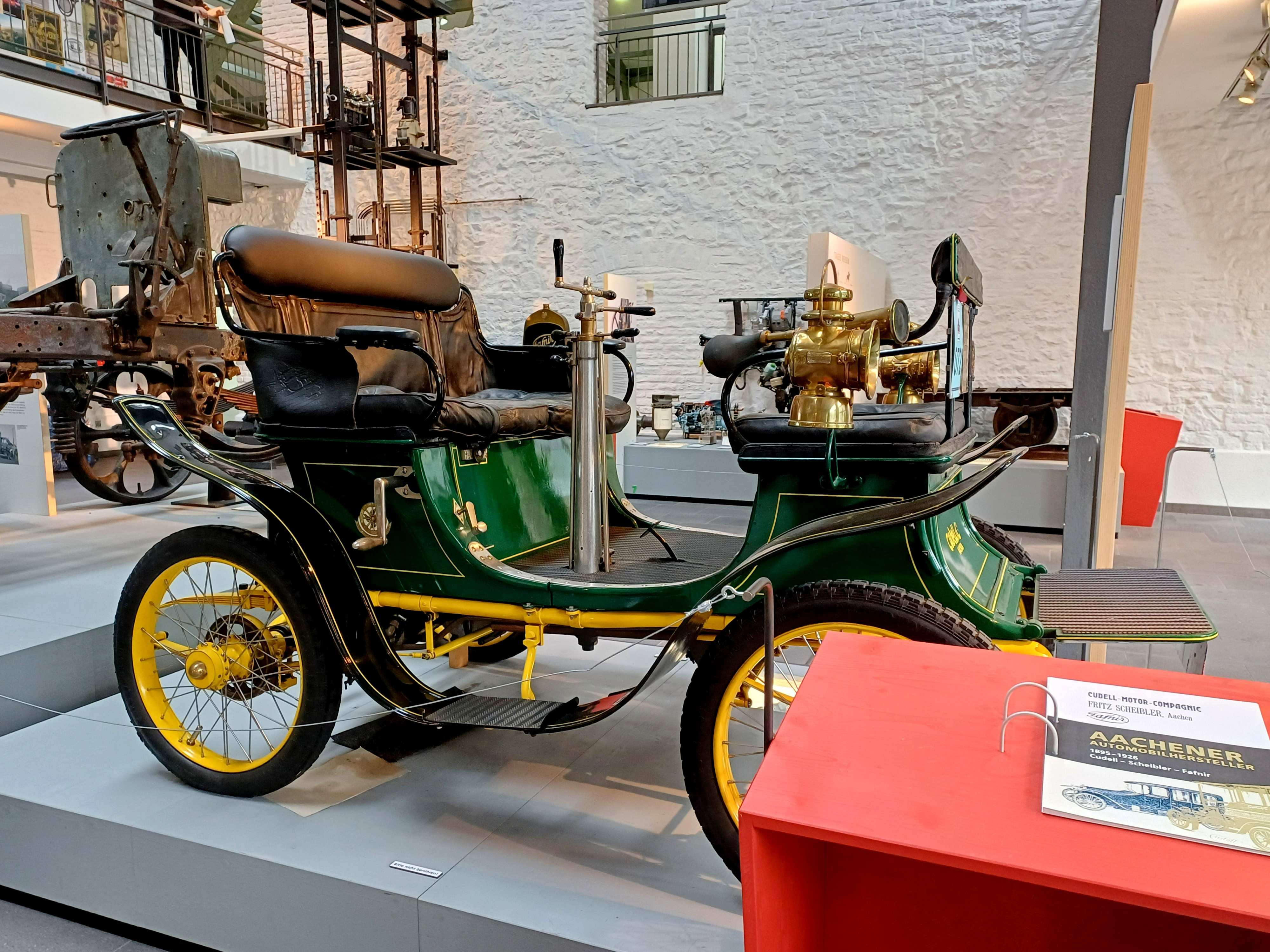
Voiturette von 1901 im Museum Zinkhütter Hof

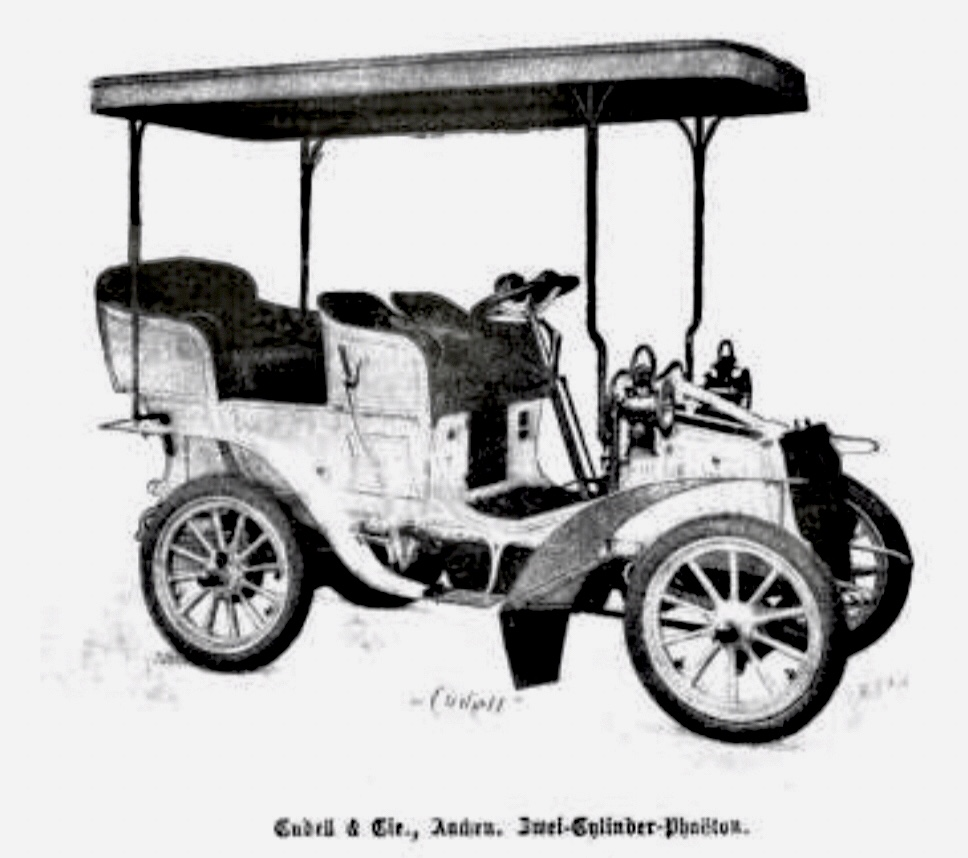
Cudell von 1902

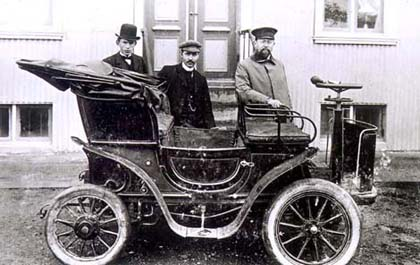
„Thomsenbill“ („Thomsen-Auto“), das erste Auto auf Island. Rechts der Besitzer Ditlev Thomsen, in der Mitte der Chauffeur Þorkell Þ. Clementz (1904)

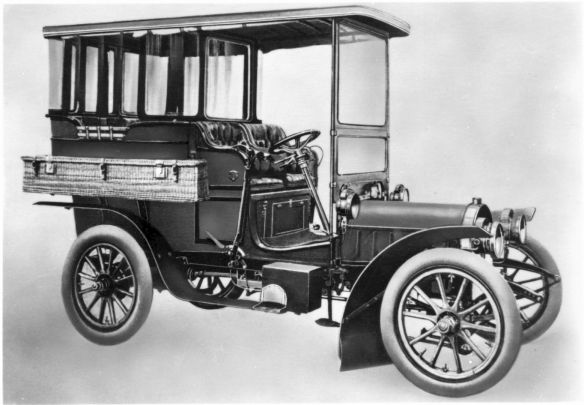
Cudell 35–40 PS „Phönix“; Tonneau mit Heckeinstieg; Winterdach (Werkbild, 1905)

Anfangs wurden Modelle nach Lizenz von De Dion-Bouton hergestellt. Das erste Modell war ein Tricycle, bei dem sich das einzelne Rad vorne befand. Der Fahrer saß auf einem Fahrradsattel und steuerte mit einem Lenker. Der Einzylindermotor leistete 1,75 PS und war im Heck montiert. 1899 folgte als erstes vierrädriges Fahrzeug ein Lizenzbau der Voiturette De Dion-Bouton Vis-à-vis Type D als Motorwagen 3,5 PS mit einem wassergekühlten Einzylindermotor mit 402 cm³ Hubraum im Heck, der 3,5 PS leistete. Bei einem Radstand von 136 cm bot das Fahrzeug, dessen vordere Sitzbank sich trotz der Vis-à-vis genannten Karosserieform auch in Fahrtrichtung gedreht anbringen ließ, Platz für vier Personen. Zu den Innovationen dieser Baureihe gehörten das leichte, aber robuste Fahrgestell aus Rohrstahl, die leichtgängige Schaltung mit Handrad an der Lenksäule und die De-Dion-Hinterachse.
Analog der französischen Weiterentwicklung des Fahrzeugs erschien 1901 der Motorwagen 4,5 PS mit 510 cm³ Hubraum und 4,5 PS Leistung. 1902 folgte die stärkere Version Motorwagen 6 PS mit 700 cm³ Hubraum und 6 PS Leistung, außerdem erschienen Lizenzversionen der etwas größeren Voiturette Populaire mit Frontmotor und 6 PS oder 8 PS. 1903 folgten Zweizylindermodelle mit 8 PS und 10 PS. Letztes Lizenzmodell war 1904 ein Fahrzeug mit Vierzylindermotor. De Dion-Bouton hatte in diesem Jahr mit dem Type AD 2,5 Liter erstmals ein solches Modell auf den Markt gebracht.
Nachdem sich herausgestellt hatte, dass Cudell auch den britischen Markt belieferte, kam es zu einem Streit mit dem dortigen Lizenznehmer, der 1899 gegründeten und vom Financier Selwyn Edge unabhängig geführten De Dion-Bouton, Ltd. in London. Es scheint, dass Cudell darauf seine Lizenz verlor und auch deswegen in finanzielle Schwierigkeiten geriet.
1904 brachte Cudell unter der Leitung von Karl Slevogt als erste eigene Entwicklung den 16/20 PS mit Vierzylindermotor und 2554 cm³ Hubraum heraus. 1905 folgte der Phönix 35/40 PS, den es als Doppelphaeton und Limousine geben sollte. Sein Vierzylindermotor mit OHV-Ventilsteuerung, fünffach gelagerter Kurbelwelle und 6100 cm³ Hubraum leistete 45 PS. Das Fahrzeug erregte beträchtliche Aufmerksamkeit in der Fachpresse, konnte das Unternehmen aber nicht retten.
Nach dem Konkurs wurden in der Niederlassung in Berlin bis 1913 noch einige wenige Fahrzeuge hergestellt; bis 1945 bestand noch eine beschränkte Produktion von Bootsmotoren und Vergasern.
In den USA wurde 1904 der luftgekühlte 16 PS Vierzylinder mit Vierganggetriebe, Kardanantrieb, Holz-/Stahl-Fahrgestell mit 1892 mm Radstand und Tonneau-Karosserie für 5 Personen angeboten. Das Fahrzeug kostete unbescheidene US$ 4500 und war auch mit einem wassergekühlten Vierzylinder mit 22 PS erhältlich. Die Vertretung hatte Clodio & Widmayer an der 10 West 33rd Street in New York.
Ein Fahrzeug dieser Marke ist in der Autoworld Brussels in Brüssel zu besichtigen.

## Nutzfahrzeuge
Der erste Cudell-Lieferwagen erschien 1901 und basierte auf dem Vis-à-vis. Für spätere Nutzfahrzeuge wurden auch eigene zwei- und Vierzylindermotoren erwähnt, wobei sich für erstere keine Daten finden.

## Cudells Weltreise
Edward Ernest Lehwess (1872–1941) und Ingenieur Max Cudell begaben sich 1902 mit ihrem Motor-Wohnmobil Passe-Partout auf eine Weltreise. Das Fahrzeug war eine 30 PS starke und 3 Tonnen schwere Spezialanfertigung mit verstärktem Chassis und einem 500-Liter-Tank von Panhard.
Am 3. Mai begann die Fahrt in London. Zwischenzeitlich bewirkten häufige Pannen und Zollschwierigkeiten eine Verzögerung der Fahrt, dadurch verspätete sich ihre Ankunft in Russland. Am Dienstag, dem 14. Oktober ging es von Sankt Petersburg weiter. Montag, den 20. Oktober trafen die Globetrotter in Moskau ein. Es lag bereits Schnee. Mitte November wurde die Weltreise aufgrund von fehlenden Finanzmitteln, ungünstiger Witterung und Streitigkeiten der Teilnehmer untereinander abgebrochen.

## Besonderes
Eine 3,5-PS Voiturette wurde 1901 für den türkischen Sultan Abdülhamid II. angefertigt.
Ein mit Regierungshilfe gebraucht gekaufter 7½ PS Cudell Motorwagen war 1904 das erste Automobil in Island.

## Motorenherstellung und Lizenzen
- Christiansen aus Dänemark verwendete Motoren von Cudell
- Victoria aus Nürnberg verwendete Motoren von Cudell
- Alexander Leutner & Co. aus Riga produzierte ein Modell von Cudell in Lizenz
- Die Phönix Automobil-Fabrik in Budapest produzierte das Modell Cudell-Phönix